# 崔京勳
崔京勳（韓語：최경훈，1994年4月9日—），韓國男演員。

## 影視作品

### 劇集
| 年份 | 播放平台 | 劇名                 | 角色   | 備註 |
| 2019 | PLAYLIST | 《最棒的結局》       | 崔在赫 |      |
| 2019 | NAVER TV | 《你的戀愛部落格》   | 羅正延 |      |
| 2019 | PLADI    | 《真正的結局》       | 尹秀浩 | 主演 |
| 2020 | seezn    | 《戀愛對話》         | 賢宇   |      |
| 2020 | tvn D    | 《TRAP》             | 韓敬佑 | 主演 |
| 2020 | DIA TV   | 《書面上的爸爸》     | 薛有相 | 主演 |
| 2021 | PLAYLIST | 《리필—If Only》     | 車世政 | 主演 |
| 2021 | JTBC     | 《雪降花》           | 特工   |      |
| 2022 | JTBC     | 《白日場孩子的愛情》 | 韓太英 | 主演 |
| 2023 | KBS2     | 《婚禮大捷》         | 尹浦謙 | 配角 |
| 2024 | JTBC     | 《玉氏夫人傳》       | 李德勛 | 配角 |

### 電影
| 年份 | 片名         | 角色 | 性質 | 備註     |
| 2023 | 《人格測驗》 | 宇鎮 | 主演 | 短篇電影 |

### 音樂錄影帶
| 日期          | 歌曲名稱         | 歌手          | 備註  |
| 2020年4月27日 | 《낱말（Word）》 | Limit（리밋） | [ 7 ] |

## 外部連結
- 官方网站
- 崔京勳的Instagram帳戶
- 崔京勳在NAVER上的资料
- 崔京勳在Daum上的资料
- 崔京勳在韩国电影数据库（KMDb）上的資料（韓語）
- 崔京勳在互联网电影资料库（IMDb）上的資料（英文）
- 崔京勳在HanCinema的頁面（英文）